# Pelai Sala i Berenguer
Pelai Sala i Berenguer (Cadaqués, Alt Empordà, 20 de juny de 1909 - Santiago de Xile, 3 d'agost de 2002) fou un advocat i polític català, diputat a les Corts Espanyoles durant la Segona República.

## Biografia
Fill de Iu Sala i Pomés, un home compromès políticament i que tenia molta iniciativa, es llicencià en dret a la Universitat de Barcelona i el 1922 ingressà a la Unió Socialista de Catalunya, de la que el 1932 en fou president del consell directiu i secretari de al Federació Comarcal de Barcelona. A les eleccions generals espanyoles de 1936 fou elegit diputat per la província de Barcelona dins del Front d'Esquerres. El 23 de juny de 1936 es va integrar en el PSUC.
Durant la guerra civil espanyola, endemés, fou magistrat a l'Audiència Provincial de Barcelona (agost de 1936), adjunt del Tribunal de Dret que havia d'actuar amb el Jurat Popular de Barcelona, agregat al Departament de Justícia (desembre de 1936), sotssecretari de Justícia en la conselleria de Justícia de la Generalitat de Catalunya dirigida per Joan Comorera (abril de 1937), i membre del Tribunal Especial d'Espionatge i Alta Traïció de Catalunya (octubre de 1937).
En acabar la guerra civil s'exilià a Argentina, però el 1949 s'establí a Xile, on regentà la Librería Catalonia (1964-1970) i dirigí la delegació de l'Editorial Grijalbo. Fou un dels principals animadors de la cultura catalana a l'exili com a fundador i president de la Institució de Cultura Catalana de Xile, com a dirigent del Centre Català de Santiago de Xile i membre de l'IPECC.